# فرنسيسكو فرنانديز (متزحلق جبال الألب)
فرنسيسكو فرنانديز (بالإسبانية: Francisco Fernández Ochoa)‏ (و. 1950 – 2006 م) هو متزلج جبال إسباني، ولد في مدريد، شارك في الألعاب الأولمبية الشتوية 1976، والألعاب الأولمبية الشتوية 1968، والألعاب الأولمبية الشتوية 1972، والألعاب الأولمبية الشتوية 1980، والتزلج على المنحدرات الثلجية في الألعاب الأولمبية الشتوية 1972 – رجال متعرج ‏، توفي في سيرسيديلا، عن عمر يناهز 56 عاماً، بسبب لمفوما.

## جوائز
حصل على جوائز منها:
- نيشان الاستحقاق الرياضي الملكي من رتبة صليب أعظم.

## روابط خارجية
- فرنسيسكو فرنانديز على موقع الاتحاد الدولي للتزلج (التزلج على المنحدرات الثلجية) (الإنجليزية)
- فرنسيسكو فرنانديز على موقع أوليمبيديا (الإنجليزية)